# Valentina Schlager
Valentina Schlager (* 13. Dezember 1991 in Klagenfurt, Kärnten) ist die Miss Austria 2010.

## Leben
Die Schülerin und Miss Kärnten 2010 setzte sich gegen siebzehn Mitbewerberinnen durch. Sie trat damit die Nachfolge der Oberösterreicherin Anna Hammel an, die im Jahr 2009 Miss Austria war. Die Kür zur Schönsten Österreichs fand am 27. März 2010 in Hate bei Znojmo (Tschechien) statt. Die Kärntnerin mit den Maßen 92-60-92 gewann den Bewerb vor ihrer Klassenkollegin am Bundesrealgymnasium Klagenfurt-Viktring, Mirja Roth.